# Vrbje
Vrbje è un comune della Croazia di 2 906 abitanti della regione di Brod e della Posavina.